# Hoogfeest
Hoogfeesten zijn de belangrijkste kerkelijke dagen in de katholieke kerk. Ze worden in belangrijkheid gevolgd door feesten en ten slotte gedachtenissen. De liturgische kleur die op een hoogfeest gebruikt wordt is meestal wit. Hoogfeesten zijn vaak ook verplichte feestdagen.
Ook de oosters-orthodoxe kerken en de oriëntaals-orthodoxe kerken kennen hoogfeesten.

## Hoogfeesten van de Katholieke Kerk
In het liturgisch jaar, dat aanvangt met de advent, viert de Kerk de volgende hoogfeesten:
| Datum                                                | Hoogfeest                                                                                         |
| ---------------------------------------------------- | ------------------------------------------------------------------------------------------------- |
| 8 december                                           | Onbevlekte Ontvangenis van Maria                                                                  |
| 25 december                                          | Hoogfeest van de geboorte van de Heer                                                             |
| 1 januari                                            | Hoogfeest van Maria Moeder van God                                                                |
| 6 januari                                            | Openbaring van de Heer                                                                            |
| 19 maart                                             | Hoogfeest van de Heilige Jozef                                                                    |
| variabele datum tussen 22 maart en 25 april          | Paasfeest                                                                                         |
| 25 maart                                             | Aankondiging van de Heer/Maria Boodschap                                                          |
| donderdag 39 dagen na Pasen                          | Hemelvaartsdag                                                                                    |
| 49 dagen na Pasen                                    | Pinksteren                                                                                        |
| zondag na Pinksteren                                 | Feest van de Heilige Drie-eenheid                                                                 |
| tweede donderdag of zondag na Pinksteren             | Sacramentsdag                                                                                     |
| derde vrijdag na Pinksteren                          | Hoogfeest van het Heilig Hart                                                                     |
| 24 juni                                              | Geboorte van de Heilige Johannes de Doper                                                         |
| 29 juni                                              | Hoogfeest van de Heilige Petrus en Paulus                                                         |
| 15 augustus                                          | Maria-Tenhemelopneming                                                                            |
| 1 november (2 november)                              | Allerheiligen (Allerzielen is geen hoogfeest, maar is onlosmakelijk verbonden aan allerheiligen.) |
| eind november (34ste zondag van het liturgisch jaar) | Christus Koning                                                                                   |

Daarnaast kunnen door de lokale kerkprovincie feesten als hoogfeest aangemerkt worden.
| Datum                                                    | Hoogfeest                                                                       |
| -------------------------------------------------------- | ------------------------------------------------------------------------------- |
| 22 oktober, (enkel als de historische datum onbekend is) | Hoogfeest van de Kerkwijding van de eigen kerk (Belgische kerkprovincie)        |
| 25 oktober, enkel als de historische datum onbekend is   | Hoogfeest van de Kerkwijdingfeest van de eigen kerk (Nederlandse kerkprovincie) |
| naamdag van patroonheilige of een nabije zondag          | Hoogfeest van de Patroonheilige van lokale kerk, stad of gemeente               |
| 7 november                                               | Heilige Willibrordus (Nederlandse kerkprovincie)                                |

## Hoogfeesten van de Oosters-orthodoxe Kerk
De datumaanduiding van de hoogfeesten in de Oosters-orthodoxe Kerk en de Oriëntaals-orthodoxe Kerk is problematisch. Een aantal kerkgenootschappen gebruikt de juliaanse kalender die, tussen maart 1900 en februari 2100, dertien dagen "verschilt" van de gebruikelijke gregoriaanse kalender. In de tabel hieronder wordt uitgegaan van de gregoriaanse kalender. De datum waarop een hoogfeest wordt gevierd wordt weergegeven voor zowel kerken die gebruikmaken van de gregoriaanse als kerken die gebruikmaken van de juliaanse kalender.
De Oosters-orthodoxe Kerk kent in het liturgisch jaar de volgende 12 hoogfeesten: 
| Datum (Gregoriaans)       | Datum (Juliaans)          | Hoogfeest                                              |
| ------------------------- | ------------------------- | ------------------------------------------------------ |
| 8 september               | 21 september              | Geboorte van de Moeder Gods                            |
| 21 november               | 4 december                | Tempelgang van de Heilige Moeder Gods                  |
| 25 december               | 7 januari                 | Geboorte van Christus (Kerstmis)                       |
| 2 februari                | 15 februari               | Ontmoeting in de Tempel van Christus                   |
| 6 januari                 | 19 januari                | Theofanie (Doop van Christus in de Jordaan)            |
| 6 augustus                | 19 augustus               | Transfiguratie (Gedaanteverandering op de berg Thabor) |
| laatste zondag voor Pasen | laatste zondag voor Pasen | Intocht van Christus in Jeruzalem (Palmzondag)         |
| 40ste dag van Pasen       | 40ste dag van Pasen       | Hemelvaart des Heren                                   |
| 50ste dag van Pasen       | 50ste dag van Pasen       | Nederdaling van de Heilige Geest (Pinksteren)          |
| 15 augustus               | 28 augustus               | Ontslaping van de Moeder Gods                          |
| 14 september              | 27 september              | Kruisverheffing                                        |

Het Paasfeest staat afzonderlijk omdat het in de orthodoxie geldt als het "Feest der Feesten" en het hoogtepunt is in het kerkelijk jaar. Pasen heeft een variabele datum. De vroegst mogelijk datum is 22 maart en de laatst mogelijk datum is 25 april. Het valt op de zondag na de eerste volle maan na 21 maart (zie: paas- en pinksterdatum).